# Pantheinae
Pantheinae là một phân họ nhỏ gồm các loài bướm đêm trong họ Noctuidae.

## Hình ảnh

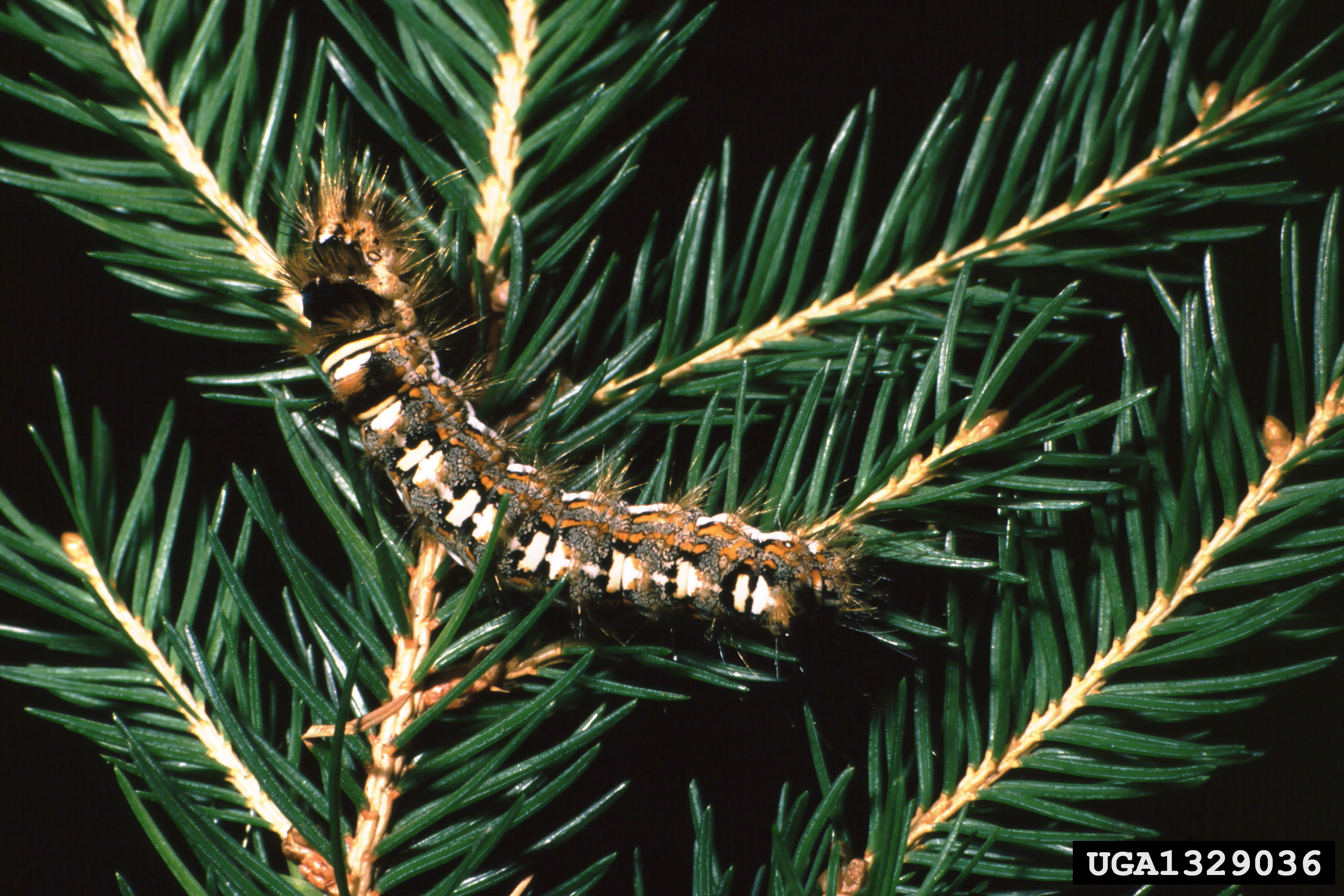
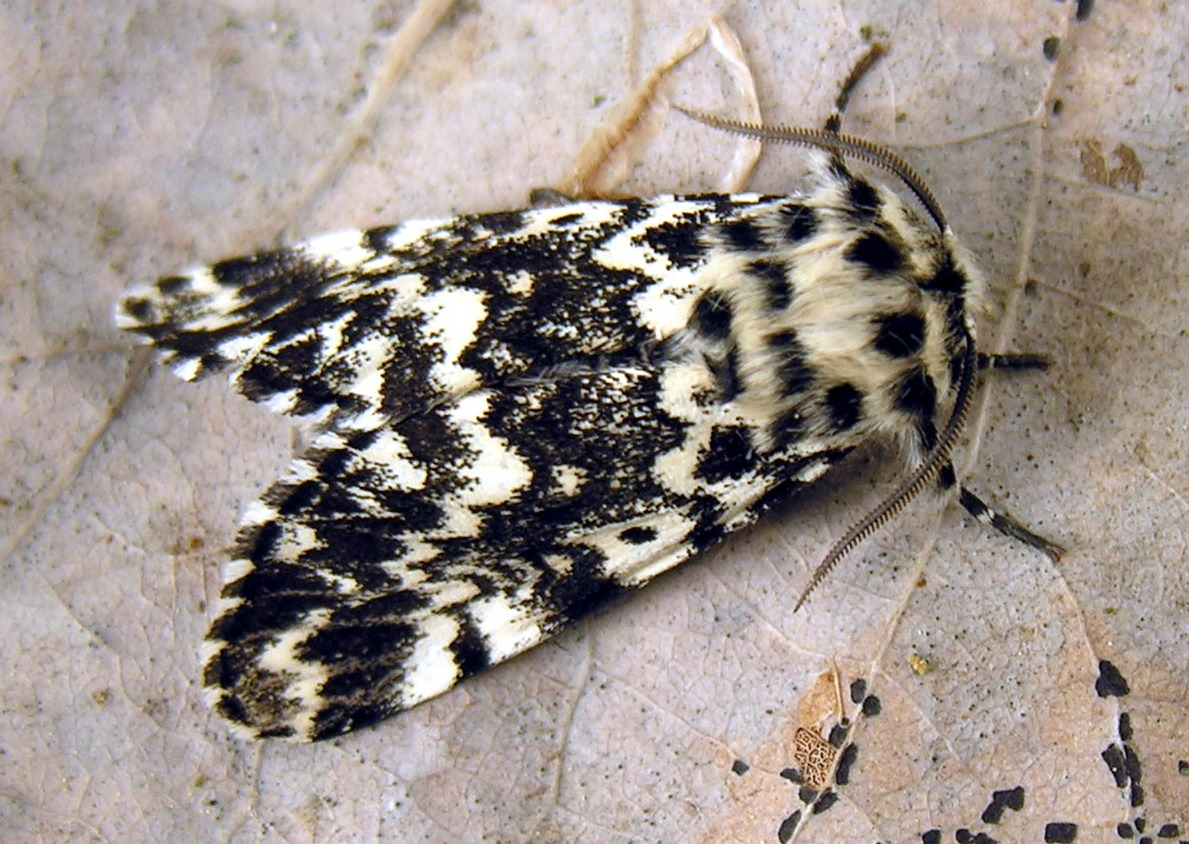
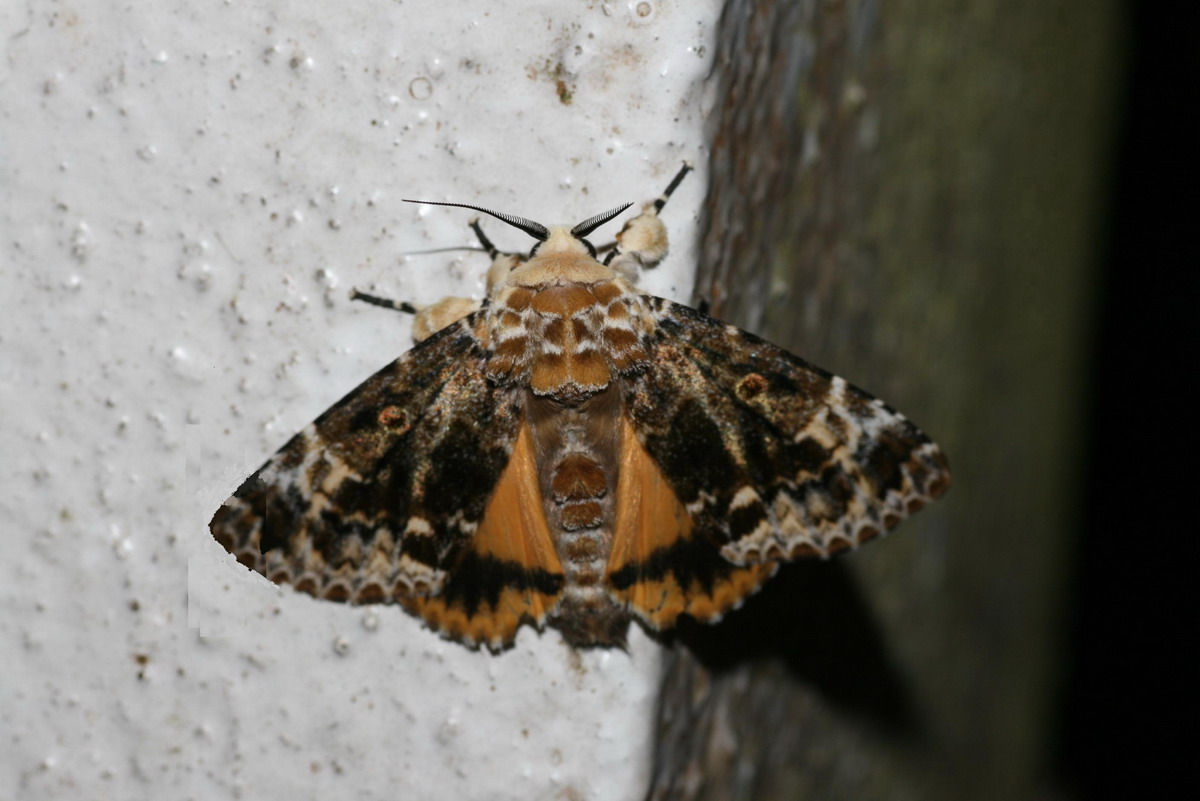

## Chi
- Anacronicta
- Anepholcia
- Bathyra
- Brandtina
- Charadra
- Colocasia
- Disepholcia
- Elydnodes
- Gaujonia
- Lichnoptera
- Meleneta
- Moma
- Panthauma
- Panthea
- Pseudopanthea
- Smilepholcia
- Tambana
- Trichosea
- Trisulipsa
- Trisuloides
- Xanthomantis